# VLM Airlines
A VLM Airlines (Vlaamse Luchttransportmaatschappij, em flamengo: Companhia Flamenga de Transporte Aéreo), é uma linha aérea de negócios da Bélgica. 

## História
A VLM Airlines foi fundada em 1992, e iniciou a sua operação em Maio de 1993 entre Antuérpia e o Aeroporto de London City. A comapnhia aérea emprega mais de 400 funcionários, e transportou cerca de 745,781 passageiros em 2007. O seu hub de origem era o Aeroporto Internacional de Antuérpia, mas mudou para o Aeroporto de London City. 
Em 2007, a companhia atingiu o décimo ano consecutivo de lucros, com cerca de 3,6 milhões de euros . Em 24 de Dezembro do mesmo ano, a Air France-KLM anunciou um acordo para deter na totalidade a VLM Airlines. 

## Frota

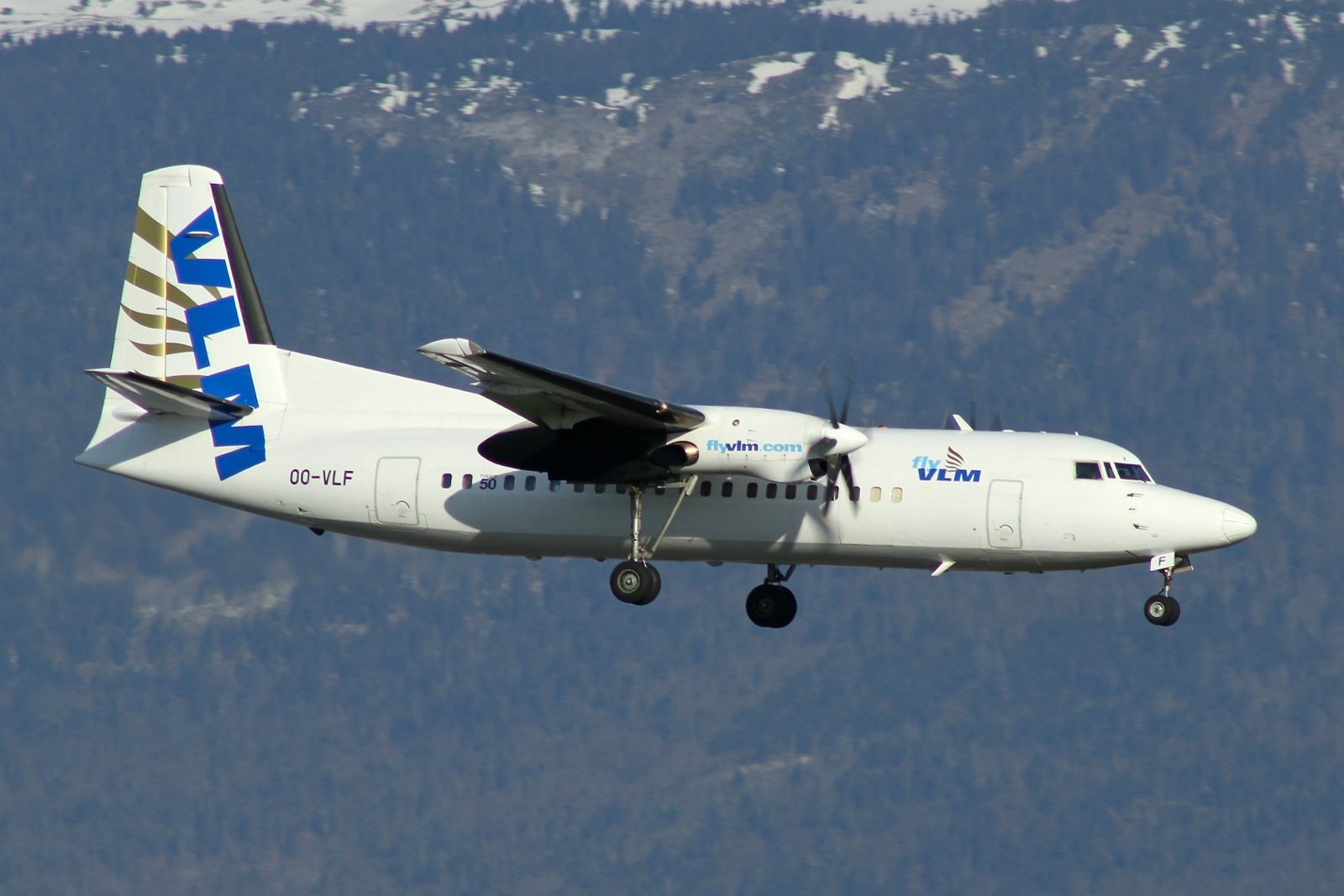
Fokker 50 da VLM Airlines.

Em novembro de 2017.
- 1 Airbus A320-200
- 3 Fokker 50

## Prémios
- Prémio Skytrax para Melhor Linha Aérea Regional do Ano (2008)
- Prémio Skytrax para Melhor Pessoal de Cabina da Europa Ocidental (2008)
- Prémio Trends Gazelle (Trends, 2006)
- Linha Aérea Regional do Ano (Air Transport World, 2006)
- Prémio Inward Investment (The Mersey Partnership, 2004)
- Prémio Anglo Dutch (British Chamber of Commerce - Câmara do Comércio Britânica, 2004)
- Prémio Regional Business (The Daily Post, 2004)
- Prémio Golden Bridge (The Belgian-Luxembourg Chamber of Commerce - Câmara do Comércio Belgo-Luxemburguesa , 2003)